# 连湖镇
连湖镇，是中华人民共和国重庆市彭水苗族土家族自治县下辖的一个乡镇级行政单位。

## 行政区划
连湖镇下辖以下地区：
乐地社区、安乐社区、多家村、桐木坪村、樱桃村、回龙村和茅坪村。